# غيرترود شورت
غيرترود شورت (بالإنجليزية: Gertrude Short)‏ هي ممثلة أمريكية، ولدت في 6 أبريل 1902 بسينسيناتي في الولايات المتحدة، وتوفيت في 31 يوليو 1968 بهوليوود في الولايات المتحدة بسبب نوبة قلبية.

## وصلات خارجية
- غيرترود شورت على موقع IMDb (الإنجليزية)
- غيرترود شورت على موقع قاعدة بيانات برودواي على الإنترنت (الإنجليزية)
- غيرترود شورت على موقع قاعدة بيانات الفيلم (الإنجليزية)